# Akhsa
עכסה
Akhsa (en hébreu: עכסה) est un personnage du livre des Juges, qui fait partie de la Bible. Elle est la fille unique de Caleb.

## Présentation
Caleb offre sa fille Akhsa en mariage à celui qui s'emparera de la ville de Kirjath-Sépher (ancien nom de la ville de Debir). Othoniel, fils de Kenaz et donc neveu de Caleb, qui deviendra le premier juge d'Israël après la mort de Josué, a cet honneur.
Au moment de l'installation du jeune couple sur leurs terres (arides), Akhsa fait une requête auprès de son père pour obtenir un champ avec des sources (probablement dans le désert du Néguev), ce à quoi son père consent.